# Rozliczalność
Rozliczalność (ang. accountability) – właściwość systemu pozwalająca przypisać określone działanie w systemie do osoby fizycznej lub procesu oraz umiejscowić je w czasie.
Stanowi jedną z podstawowych funkcji bezpieczeństwa zapewniającą, że określone działanie dowolnego podmiotu może być jednoznacznie przypisane temu podmiotowi.
W bezpieczeństwie teleinformatycznym funkcja ta jest realizowana najczęściej za pomocą różnych form rejestrowania zdarzeń (logowania) w połączeniu z ochroną integralności, niezaprzeczalności oraz autentyczności zapisów w rejestrze.